# 産湯
| ウィキペディアには「産湯」という見出しの百科事典記事はありません（タイトルに「産湯」を含むページの一覧/「産湯」で始まるページの一覧）。 代わりにウィクショナリーのページ「産湯」が役に立つかもしれません。 |